# Alto del Arenal (métro de Madrid)
Alto del Arenal est une station de la ligne 1 du métro de Madrid en Espagne. Elle est située sous l'intersection entre les avenues de la Albufera et Pablo Neruda, dans le quartier madrilène de Portazgo, de l'arrondissement de Puente de Vallecas.

## Situation sur le réseau

Plan du réseau.

Établie en souterrain, Alto del Arenal est une station de passage de la ligne 1 du métro de Madrid. Elle est située entre la station Buenos Aires, en direction du terminus Pinar de Chamartín, et la station Miguel Hernández, en direction du terminus Valdecarros,. 
C'est dans cette station que se situe le centre de contrôle de l'ensemble du réseau du métro de Madrid. Les deux voies de la ligne sont encadrées par deux quais latéraux.

## Histoire
La station Alto del Arenal est mise en service le 7 avril 1994, lors de l'ouverture du prolongement de la ligne entre Portazgo et Miguel Hernández. Elle est nommée en référence au quartier résidentiel éponyme, situé à proximité.

## Services aux voyageurs

### Accès et accueil
La station dispose de deux accès équipés d'escaliers et d'escaliers mécaniques, ainsi qu'un accès direct par ascenseur depuis l'extérieur. Accessible aux personnes à la mobilité réduite, elle est située en zone A et est ouverte de 6h00 à 1h30.

### Desserte
Alto del Arenal est desservie par les rames de la ligne 1 du métro de Madrid.

Installations et desserte
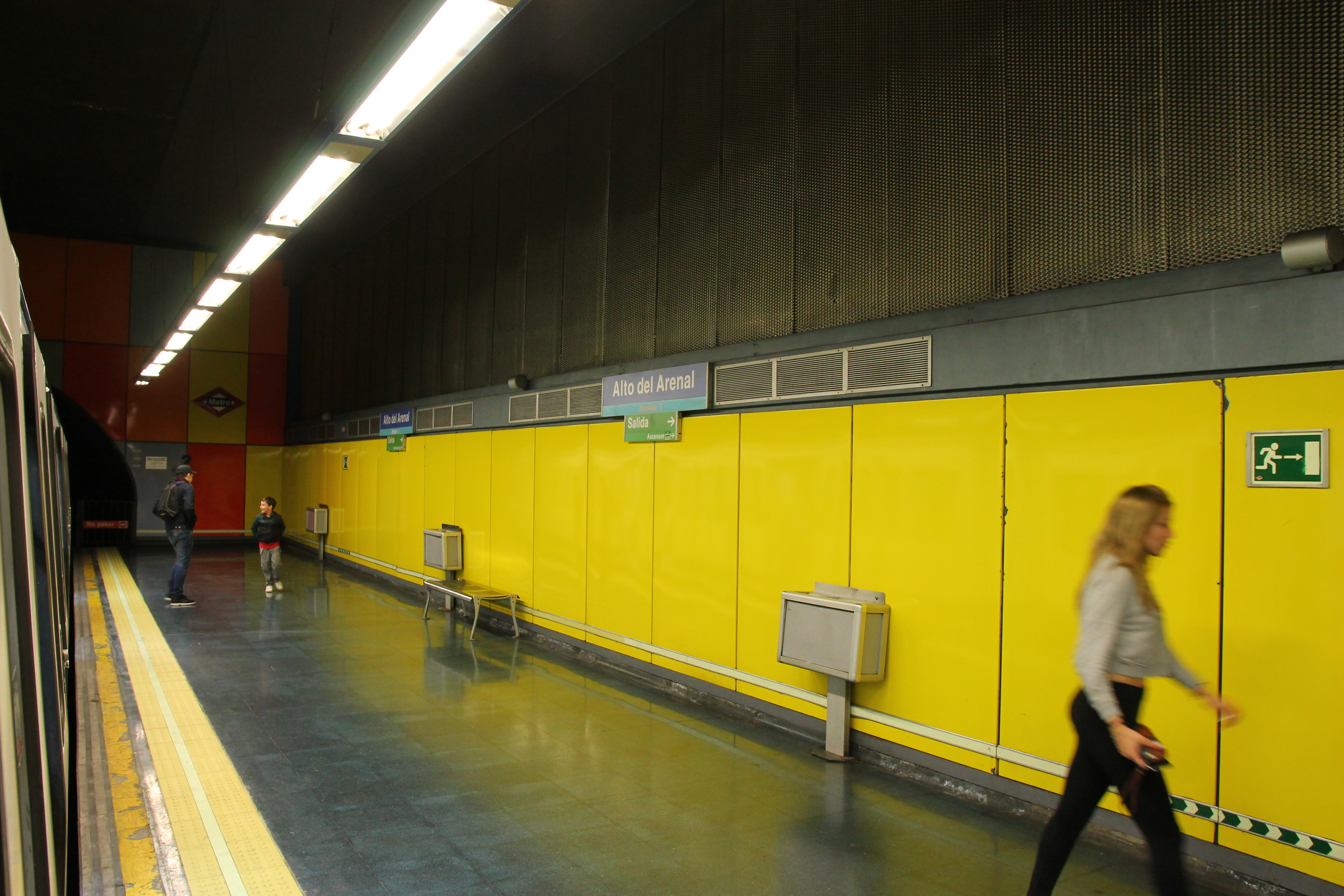
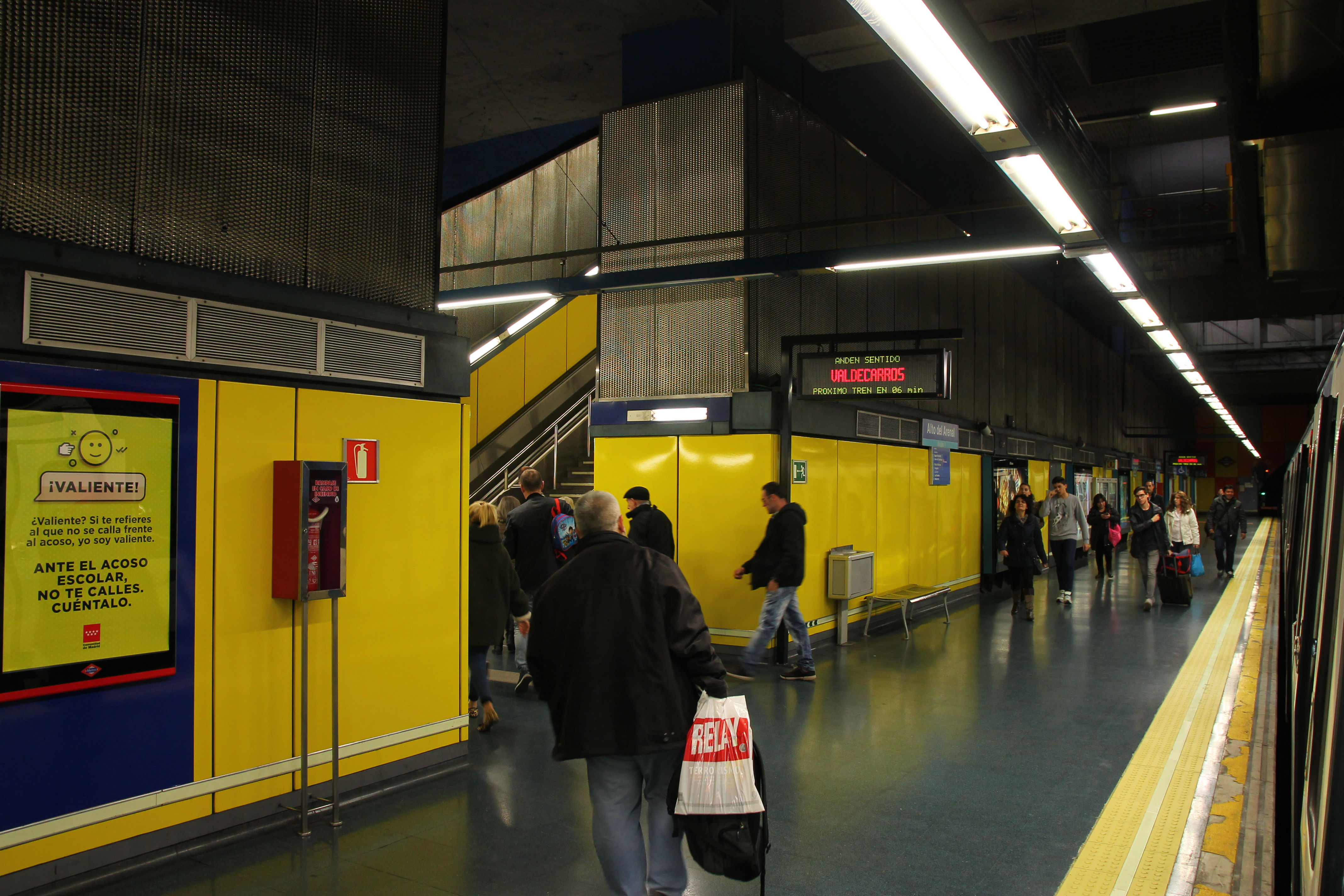

### Intermodalité
À proximité, sont situés des arrêts de bus EMT, desservis par les lignes : diurnes 57, 58 , 103 , 142, 143 et nocturne N25.

## Art et patrimoine dans la station
Dans la station est installée une fresque murale, composée de 15 miroirs convexes, due à la sculptrice Carmen Castillo en 1994.

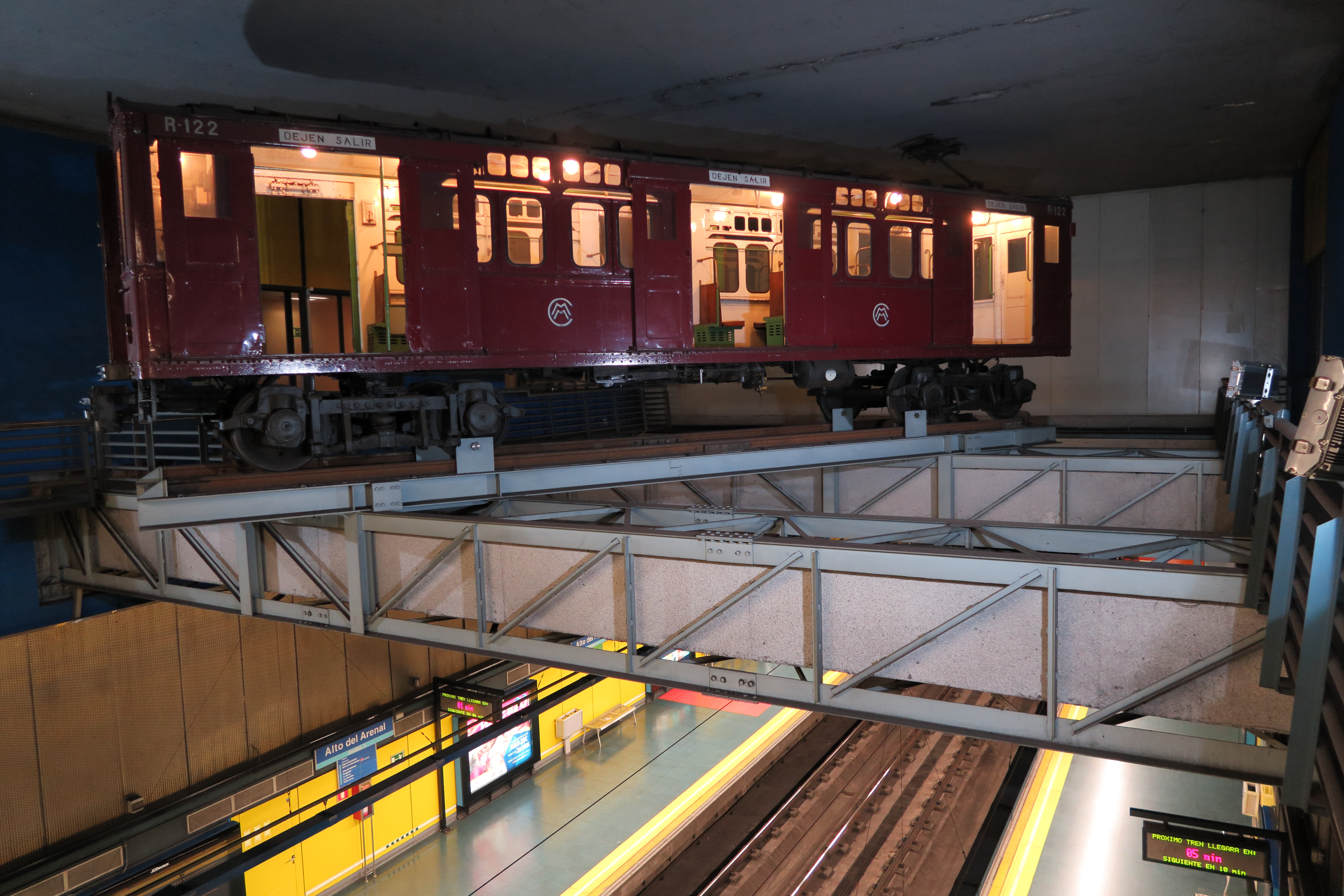
Voiture R-122

Dans un hall d'accès est exposée la voiture Quevedo R-122. Ces voitures ont été construites par la Société espagnole de construction navale de 1925 à 1931. Celle-ci a parcouru durant sa carrière active environ 6 millions de kilomètres.